# Stausee Ottenstein
Le Stausee Ottenstein est un lac artificiel et un lac de barrage sur la Kamp, d'une superficie de 4,3 km2 situé en Autriche, dans la région forestière du Land de Basse-Autriche.